# CyberFight Festival
『CyberFight Festival』（サイバーファイトフェスティバル）は、株式会社CyberFightに所属しているプロレス4団体（DDTプロレスリング、プロレスリング・ノア、東京女子プロレス、ガンバレ☆プロレス）合同による2021年から開催されている大会である。

## 2021

### 概要
- 2021年2月26日、大会開催を発表[1]。
- 2021年6月2日、オープニングおよびメインイベントの煽りVナレーションを声優の銀河万丈が担当。
- 大会メインテーマをRAM RIDERが制作『FIGHT OF CYBER』（作曲：RAM RIDER、FILTER SYSTEM）。
- WRESTLE UNIVERSE中継ゲストは松井珠理奈、山田邦子、小橋建太、青木真也が担当[2]。
- 開会宣言はサイバーエージェントの藤田晋代表が行った。

### 試合
| STARTING BATTLE KICKOFF 東京女子プロレス提供10人タッグマッチ～鳥喰かやデビュー戦 15分一本勝負                                                                                       |                                                   |                                           |
| 角田奈穂 らく 原宿ぽむ ●桐生真弥 鳥喰かや | 12分29秒 ラリアット→片エビ固め                    | 舞海魅星○ 鈴芽 猫はるな 宮本もか 遠藤有栖 |
| STARTING BATTLE 時間差入場バトルロイヤル 時間無制限勝負 |                                                   |                                           |
| 出場選手(入場順) 谷津嘉章、大石真翔、高鹿佑也、平田一喜、モハメド・ヨネ、谷口周平、齋藤彰俊、井上雅央、赤井沙希、大鷲透、岡田佑介、桜井鷲、まなせゆうな、火野裕士、アントーニオ本多 |                                                   |                                           |
| ◯火野 | 11分11秒 OTR                                      | まなせ●                                   |
| ◯みんな | 11分31秒押さえ込む→体固め                         | 大石● 岡田●                               |
| ◯谷口 | 12分57秒 ファンキー・プレス→片エビ固め            | 桜井●                                     |
| ◯火野 | 13分6秒 ダイビング・ボディープレス→体固め         | 高鹿●                                     |
| ◯井上 | 14分4秒 横入り式エビ固め                          | 谷津●                                     |
| ◯齋藤 | 16分31秒 スイクルデス→片エビ固め                  | 平田●                                     |
| ◯ヨネ ◯大鷲 | 17分11秒 OTR                                      | 火野● 谷口●                               |
| ◯井上 | 14分21秒 OTR                                      | 齋藤●                                     |
| ◯ヨネ | 19分27秒 キン肉バスター→体固め                    | 赤井●                                     |
| ◯大鷲 | 20分3秒 十字架固め                                | ヨネ●                                     |
| ◯本多 ◯井上 | 20分4秒 十字架固めをひっくり返す→エビ固め         | 大鷲●                                     |
| ◯本多 | 22分31秒横入り式エビ固め                          | 井上●                                     |
| ※優勝選手にはサイバーエージェント・グループより勝利者賞が贈呈される。 |                                                   |                                           |
| STARTING BATTLE MAIN ガンバレ☆プロレス提供試合 15分一本勝負 |                                                   |                                           |
| 大家健 石井慧介 ●翔太 | 8分43秒 垂直落下式リバースDDT→片エビ固め          | 勝村周一朗 岩崎孝樹◯ 今成夢人             |
| オープニングマッチ DDTvsNOAH対抗戦 15分一本勝負 |                                                   |                                           |
| 飯野雄貴 ●小嶋斗偉 | 7分39秒 変形腕ひしぎ逆十字固め                    | 宮脇純太◯ 岡田欣也                        |
| 第二試合 東京女子プロレス提供3WAYタッグマッチ 15分一本勝負 |                                                   |                                           |
| ◯中島翔子 ハイパーミサヲ | 8分4秒 ダイビング・セントーン→片エビ固め          | 天満のどか 愛野ユキ●                      |
| | 辰巳リカ、渡辺未詩                                |                                           |
| 第三試合 DDTvsNOAH対抗戦 20分一本勝負 |                                                   |                                           |
| 男色ディーノ ●スーパー・ササダンゴ・マシン | 9分25秒 オリンピック予選スラム→体固め             | 杉浦貴◯ 桜庭和志                          |
| 第四試合 DDTvsNOAH対抗戦 20分一本勝負 |                                                   |                                           |
| ●岡谷英樹 | 2分25秒 監獄固め                                  | マサ北宮◯                                 |
| 第五試合 東京女子プロレス提供試合 20分一本勝負 |                                                   |                                           |
| 乃蒼ヒカリ 瑞希 ●荒井優希 | 13分2秒 伊藤パニッシュ                            | 伊藤麻希◯ 上福ゆき 小橋マリカ             |
| 第六試合 NOAH提供試合 30分一本勝負 |                                                   |                                           |
| 小峠篤司 ◯原田大輔 大原はじめ | 13分33秒 片山ジャーマン・スープレックス・ホールド | 小川良成 HAYATA 吉岡世起●                 |
| 第七試合 DDT提供試合 30分一本勝負 |                                                   |                                           |
| ◯佐々木大輔 遠藤哲哉 高尾蒼馬 withマッド・ポーリー | 14分36秒 クロスオーバー・フェースロック           | クリス・ブルックス 勝俣瞬馬 MAO●          |
| 第八試合 DDTvs金剛全面対抗12人タッグマッチ 30分一本勝負 |                                                   |                                           |
| ◯高木三四郎 彰人 樋口和貞 坂口征夫 吉村直巳 納谷幸男 | 19分59秒 シットダウンひまわりボム→エビ固め        | 拳王 中嶋勝彦 征矢学 覇王● 仁王 タダスケ  |
| 第九試合 DDTvsNOAH対抗戦 30分一本勝負 |                                                   |                                           |
| 竹下幸之介 ◯上野勇希 | 17分51秒 BME→片エビ固め                           | 清宮海斗● 稲村愛輝                        |
| トリプルメインイベントⅠ プリンセス・オブ・プリンセス選手権試合 30分一本勝負 |                                                   |                                           |
| ◯山下実優 （第9代王者） | 16分36秒 クラッシュ・ラビットヒート→片エビ固め    | 坂崎ユカ● （挑戦者）                      |
| ※第9代王者が初防衛に成功。 |                                                   |                                           |
| トリプルメインイベントⅡ KO-D無差別級選手権試合 60分一本勝負 |                                                   |                                           |
| ◯秋山準 （第76代王者） | 18分53秒 フロント・ネックロック→TKO勝ち           | HARASHIMA● （挑戦者）                     |
| ※第76代王者が3度目の防衛に成功。 |                                                   |                                           |
| トリプルメインイベントⅢ GHCヘビー級選手権試合 60分一本勝負 |                                                   |                                           |
| ●武藤敬司 （第34代王者） | 23分30秒 虎王・零→体固め                          | 丸藤正道◯ （挑戦者）                      |
| ※武藤が3度目の防衛に失敗、丸藤が第35代王者となる。 |                                                   |                                           |

## 2022
- ゲスト解説：ケンドーコバヤシ、岡田結実、まつきりな、谷真理佳。
- スペシャルリングアナ：ケリー隆之(ラジオDJ)、小林真司（声優）
- 開会の挨拶：山内隆裕（サイバーエージェント専務、CyberFight取締役）
- ハーフタイムショー：サイバージャパンダンサーズ

- 新型コロナウイルス感染対策が緩和されたため、会場外にて物販&イベントスペースが拡大された。会場外では今回出場しない各所属選手がPRでファンサービスを行われ、崖のふち女子の松本都ブースではプロミネンスや一般人・澤宗紀による路上プロレスやトレーニングが急きょ開催された。
- STARTING BATTLE 2に出場予定だったらくが体調不良のため欠場し、ガンバレ☆プロレスのYuuRIが出場[3]、第八試合に出場予定だった丸藤正道が膝の手術のため欠場、中嶋勝彦が出場。
- 長野じゅりあが「TikTok委員⻑」就任。拳王が「広報部長」就任[4]。

- スクウェア・エニックスとのコラボとして、稲村愛輝の入場曲（『OTAKEBE⋯!!』作詞：時田貴司、作曲：祖堅正慶、vo:喜屋武豊）、東京女子プロレス新テーマ曲（『プリンセスマーチ』作曲：祖堅正慶）が製作され初披露された。
- 一部の演出をLDHが担当。
- 拳王の入場では、入場曲「失恋モッシュ」を歌うGARLIC BOYSのボーカルPetaが来場し生歌で入場した。
- セミファイナルの煽りVTRナレーションを声優の桑島法子が担当[5]。

### 概要
- 2022年1月11日、開催を発表。
- 4月30日、NOAH両国大会にてGHC王者・潮崎豪に対し参戦していた小島聡（新日本プロレス）が挑戦を表明、GHCヘビー級選手権試合が決定した[6]。
- 5月1日、DDT横浜武道館大会にて拳王が乱入、そこへ佐々木大輔が対戦を要求したことで、シングルマッチが決定した[7]。
- 5月10日、全対戦カード並びに出場選手の会見が生配信で行われた[8]。
- 5月20日、大会PRとして、高木三四郎が、YouTube（登録者数1000人以上であれば誰でも可）、ブログ、Podcast等のメディアに無料で出演することを発表[9]。
- 5月22日、プロレスリング・ノア大田区大会で復帰した武藤敬司が同大会への来場を発表[10]。
- 6月7日、第五試合のＸが、元WWEのティモシー・サッチャーと発表[11]。
- 6月11日、ロブ・ヴァン・ダム来日記者会見を生配信[12]。

### 試合
| STARTING BATTLE KICKOFF～DDT提供タッグマッチ 15分一本勝負                                   |                                                       | |
| マッスル坂井 ○納谷幸男                                                                      | 9分2秒 バックドロップ→体固め                          | 高尾蒼馬 平田一喜●                                                                                         |
| STARTING BATTLE 2～TJPW提供10人タッグマッチ 15分一本勝負                                    |                                                       | |
| ハイパーミサヲ 愛野ユキ ●原宿ぽむ 猫はるな YuuRI                                            | 9分10秒 スパインバスター→片エビ固め                   | 角田奈穂 桐生真弥○ 宮本もか 遠藤有栖 鳥喰かや                                                              |
| STARTING BATTLE 3～DDTvsガンバレ☆プロレス対抗戦 15分一本勝負                                |                                                       | |
| ○坂口征夫 赤井沙希 岡谷英樹                                                                 | 10分20秒 スリーパーホールド→レフェリーストップ        | 大家健 まなせゆうな 渡瀬瑞基●                                                                              |
| オープニングマッチ NOAHvsDDT対抗戦 20分一本勝負                                             |                                                       | |
| ○岡田欣也 藤村加偉                                                                          | 11分45秒 逆エビ固め                                   | 小嶋斗偉● 高鹿佑也                                                                                         |
| 第二試合 TJPW提供6人タッグマッチ 20分一本勝負                                               |                                                       | |
| ○山下実優 伊藤麻希 長野じゅりあ                                                             | 10分54秒 Skull Kick→エビ固め                          | 乃蒼ヒカリ 鈴芽● 荒井優希                                                                                  |
| 第三試合 DDT提供8人タッグマッチ 30分一本勝負                                                |                                                       | |
| 飯野"セクシー"雄貴 男色"ダンディ"ディーノ 今成"ファンタスティック"夢人 ○西垣"コーチン"彰人  | 13分21秒 チキン勃つた固め                             | 高木三四郎● ケンドー・カシン 青木真也 堀田祐美子                                                           |
| 第四試合 プリンセス・オブ・プリンセス選手権次期挑戦者決定4WAYマッチ 30分一本勝負            |                                                       | |
| ○辰巳リカ                                                                                   | 9分37秒 ミサイルヒップ→片エビ固め                     | 渡辺未詩●                                                                                                  |
| ※辰巳リカがプリンセス・オブ・プリンセス選手権次期挑戦権を獲得。他の参加者は瑞希、上福ゆき。 |                                                       | |
| 第五試合 NOAH提供10人タッグマッチ 30分一本勝負                                              |                                                       | |
| 杉浦貴 藤田和之 マサ北宮 ●稲葉大樹 谷口周平                                                 | 14分1秒 エルガンボム→エビ固め                         | マイケル・エルガン○ イホ・デ・ドクトル・ワグナーJr. レネ・デュプリ サイモン・ゴッチ ティモシー・サッチャー |
| 第六試合 DDT提供8人タッグマッチ 30分一本勝負                                                |                                                       | |
| ○HARASHIMA 吉村直巳 クリス・ブルックス 高梨将弘                                             | 14分29秒 蒼魔刀→体固め                                | 上野勇希 勝俣瞬馬● MAO 朱崇花                                                                              |
| 第七試合 NOAH提供6人タッグマッチ 45分一本勝負                                               |                                                       | |
| ○ロブ・ヴァン・ダム 小川良成 HAYATA                                                         | 12分3秒 ファイブスター・フロッグスプラッシュ→エビ固め | 清宮海斗 原田大輔● YO-HEY                                                                                  |
| 第八試合 NOAHvsDDT対抗戦 45分一本勝負                                                       |                                                       | |
| ●遠藤哲哉 秋山準 樋口和貞                                                                   | 6分20秒 レフェリーストップ                            | 中嶋勝彦○ 小峠篤司 稲村愛輝                                                                                |
| 第九試合 NOAHvsDDT対抗戦～ハードコアマッチ～ノーDQルール 45分一本勝負                       |                                                       | |
| ○拳王                                                                                       | 21分28秒 P.F.Sフロムラダー→片エビ固め                 | 佐々木大輔●                                                                                                |
| 武藤敬司より報告                                                                            |                                                       | |
| 武藤敬司が来場し、翌年の春までに引退することを発表。                                        |                                                       | |
| セミファイナル プリンセス・オブ・プリンセス選手権試合 30分一本勝負                          |                                                       | |
| ○中島翔子 （第10代王者）                                                                    | 14分57秒 ダイビング・セントーン→片エビ固め            | 坂崎ユカ● （挑戦者）                                                                                       |
| ※第10代王者が3度目の防衛に成功。                                                            |                                                       | |
| メインイベント GHCヘビー級選手権試合 60分一本勝負                                           |                                                       | |
| ●潮崎豪 （第38代王者）                                                                      | 21分11秒 ウェスタン・ラリアット→片エビ固め            | 小島聡○ （挑戦者）                                                                                         |
| ※潮崎が初防衛に失敗、小島が第39代王者となる。                                               |                                                       | |